# 후카다촌 (교토부)
후카다촌(일본어: 深田村)은 일본 교토부 다케노군에 설치되었던 촌이다.

## 역사
- 1889년 4월 1일 - 정촌제 시행에 의해 5촌의 구역을 가지고 성립하였다.
- 1933년 2월 1일 - 미조타니촌, 요시노촌, 돗토리촌과 합병해, 야사카촌이 성립, 동일 후카다촌은 폐지되었다.

## 참고문헌
- 「角川日本地名大辞典」編纂委員会『角川日本地名大辞典 26 京都府』角川書店、1982年